# Pitielino
Pitielino (ros. Пителино) – osiedle typu miejskiego w Rosji, w obwodzie riazańskim, ośrodek administracyjny rejonu pitielińskiego. W 2010 liczyło 2257 mieszkańców.

## Urodzeni
- Borys Możajew
- Ambroży (Polański)